# Fülöp (keresztnév)
A Fülöp férfinév a görög Philipposz név rövidülésének a magyar alakváltozata. Jelentése: lókedvelő. Női párja: Filippa.

## Rokon nevek
- Filip:[1] a Fülöp név idegen nyelvekbeli formájából származik.[3]

## Gyakorisága
Az 1990-es években a Fülöp és a Filip szórványos név volt, a 2000-es években nem szerepelnek a 100 leggyakoribb férfinév között.

## Névnapok
- február 16.[2]
- május 1.[2]
- május 3.[2]
- május 11.[2]
- május 26.[2]
- június 6.[2]
- augusztus 23.[2]
- szeptember 20.[2]

## Idegen nyelvi változatai
- Philipp (német)
- Philip (angol)
- Philippe (francia)
- Filippo (olasz)
- Felipe (spanyol)
- Felipe (portugál)
- Firip (japán)
- Филипп (Filipp) (orosz)
- Filip (lengyel, holland, cseh, szlovák, szerbhorvát)
- Philippus (latin)

## Híres Fülöpök, Filipek
- Filippo Ganna olasz kerékpárversenyző
- Fülöp edinburgh-i herceg, II. Erzsébet brit királynő férje
- Bechtold Fülöp császári és királyi altábornagy
- Phil Collins énekes
- László Fülöp Elek portréfestő
- Lénárd Fülöp Nobel-díjas fizikus
- Nek, Filippo Neviani, olasz énekes
- Filippo Inzaghi olasz labdarúgó
- Felipe Massa brazil Formula–1-es versenyző
- I. Szép Fülöp kasztíliai király
- II. Fülöp spanyol király (I. Fülöp néven portugál király)
- III. Fülöp spanyol király (II. Fülöp néven portugál király)
- IV. Fülöp spanyol király (III. Fülöp néven portugál király)
- V. Fülöp spanyol király
- VI. Fülöp spanyol király
- I. Fülöp francia király
- II. Fülöp Ágost francia király
- III. Merész Fülöp francia király
- IV. Szép Fülöp francia király
- V. Hosszú Fülöp francia király
- I. Philipposz makedón király
- II. Philipposz makedón király
- III. Philipposz makedón király
- IV. Philipposz makedón király
- V. Philipposz makedón király
- III. Fülöp navarrai király
- Sváb Fülöp német király
- Néri Szent Fülöp a katolikus egyház szentje
- Fülöp apostol
- Philip K. Dick amerikai sci-fi író